# Tarczyk złotosmugi
Tarczyk złotosmugi (Cassida nobilis) – gatunek chrząszcza z rodziny stonkowatych i podrodziny tarczykowatych. Występuje w niemal całej Palearktyce. Żeruje na różnych roślinach z rodzin astrowatych, goździkowatych i szarłatowatych.

## Taksonomia
Gatunek ten opisany został po raz pierwszy w 1758 roku przez Karola Linneusza.

## Morfologia
Chrząszcz o wydłużonym ciele długości od 4 do 5,5 mm. U żywych osobników grzbietowa strona ciała ma tło barwy żółtawej, żółtawobrunatnej lub jasnobrunatnej z parą opalizujących smug biegnących wzdłuż trzecich międzyrzędów pokryw. Okazy martwe i wysuszone są tych smug pozbawione. Przedplecze jest pokryte rozproszonymi, płytkimi punktami, co odróżnia ten gatunek od C. velaris. Pokrywy są równomiernie wysklepione aż do listew krawędziowych; ich boczne brzegi nie są rozpłaszczone, ale stromo opadające. Od podobnego tarczyka komosowego wyróżnia się tarczyk złotosmugi czarnymi nasadowymi połowami ud oraz głębokimi bruzdami na czole. Stopy mają rozchylone, pozbawione ząbków przy nasadach pazurki wystające poza wieńce szczecinek na trzecich członach.

## Ekologia i występowanie

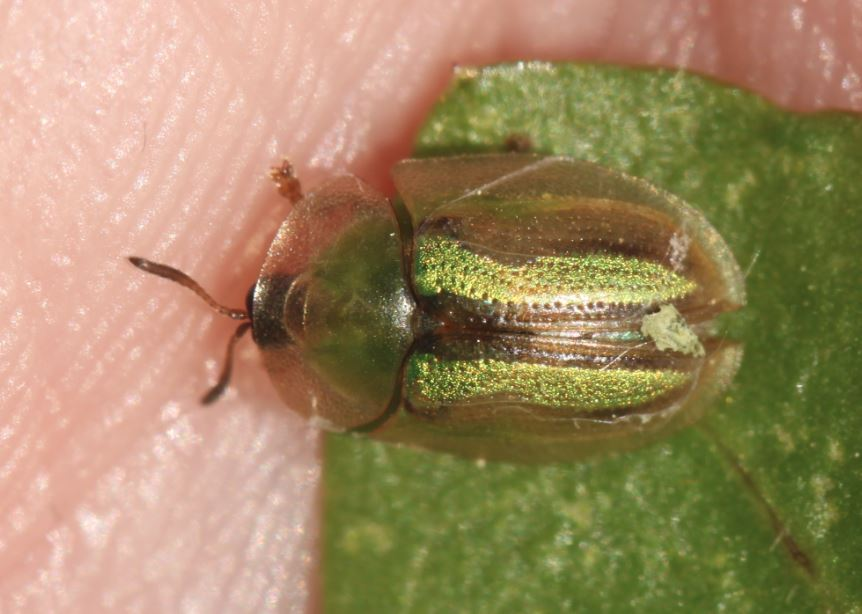
Imago

Owad ten zamieszkuje łąki, ugory, zarośla, miedze, przydroża, przytorza, ogrody i podobne siedliska. Zarówno osobniki dorosłe jak i larwy tego tarczyka są polifagicznymi fitofagami. Wśród ich roślin żywicielskich wymienia się: marunę bezwonną z rodziny astrowatych, buraka zwyczajnego, komosę białą i komosę czerwonawą z rodziny komosowatych oraz lepnicę rozdętą, sporek polny i gwiazdnicę pospolitą z rodziny goździkowatych.
Jest to gatunek palearktyczny o szerokim rozsiedleniu. W Europie znany jest z Hiszpanii, Irlandii, Wielkiej Brytanii, Francji, Belgii, Luksemburga, Holandii, Niemiec, Szwajcarii, Austrii, Włoch, Danii, Szwecji, Norwegii, Finlandii, Estonii, Łotwy, Litwy, Polski, Czech, Słowacji, Węgier, Ukrainy, Rumunii, Bułgarii, Słowenii, Chorwacji, Bośni i Hercegowiny, Serbii, Czarnogóry, Albanii, Grecji, europejskich części Turcji i Rosji. Na kontynencie tym sięga na północ aż poza koło podbiegunowe. Występuje na licznych wyspach Morza Śródziemnego (m.in. Baleary, Sardynia, Korsyka). W Afryce Północnej zamieszkuje Algierię. W Azji znany jest z anatolijskiej Turcji (podawany z prowincji Amasya, Ankara, Antalya, Aydın, Balıkesir, Çanakkale, Çankırı, Çorum, Denizli, Erzurum, Isparta, İzmir, Kastamonu, Kocaeli, Konya, Mersin, Niğde, Sakarya, Samsun, Sinop i Tokat), Syberii, Kazachstanu, Uzbekistanu, Kirgistanu, Mongolii, Chin, Korei i Japonii. W Polsce jest gatunkiem pospolitym.